# Scipione Gentili

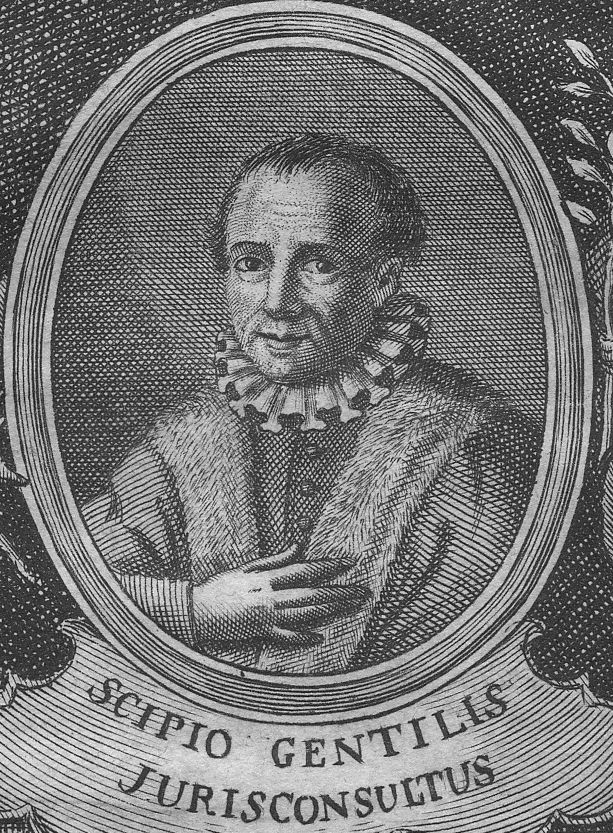
Scipione Gentili

Scipione Gentili (auch: Scipio Gentilis; * 1563 in San Ginesio; † 7. August 1616 in Altdorf bei Nürnberg) war ein italienischer Jurist.

## Leben
Geboren als Sohn des Arztes Matteo (Matthaus) Gentilis und jüngerer Bruder von Alberico Gentili, musste er in frühen Lebensjahren seine Heimat verlassen, da sein Vater sich zum evangelischen Glauben bekannte. Er begab sich für ein Jurastudium an die Universitäten  Tübingen, Wittenberg und Leiden. In Leiden war Hugo Donellus sein Lehrer. Nach dessen Entlassung im Jahr 1587 ging er an die Universität Heidelberg, wo er von Hippolyt von Colli und Julius Pacius de Beriga unterrichtet wurde.
Nachdem er als Dozent dort gewirkt hatte und die Aussicht auf eine Professur der Institutionen hatte, wurde er in eine Intrige des Julius Pacius verwickelt. Er begab sich an die Universität Basel, wo er, von Franz Hotomann gefördert, am 16. April 1589 zum Doktor der Rechtswissenschaften promovierte. Im Anschluss unternahm er verschiedene Reisen, es zieht ihn an die Universität Altdorf, wo er wieder mit Donellus zusammentraf und Vorlesungen zu den Institutionen hielt.
Durch Donellus gefördert, wurde er Professor der Institutionen, übernahm dann die Professur der Pandekten und nach Petrus Wesenbecks Weggang von Altdorf, übernahm er die erste juristische Professur an der Nürnberger Akademie. Mit diesem Amt wurde er Konsul des Nürnberger Rates, wurde mehrfach Rektor der Universität und verblieb in dieser Stellung bis zu seinem Tode.

## Werkauswahl

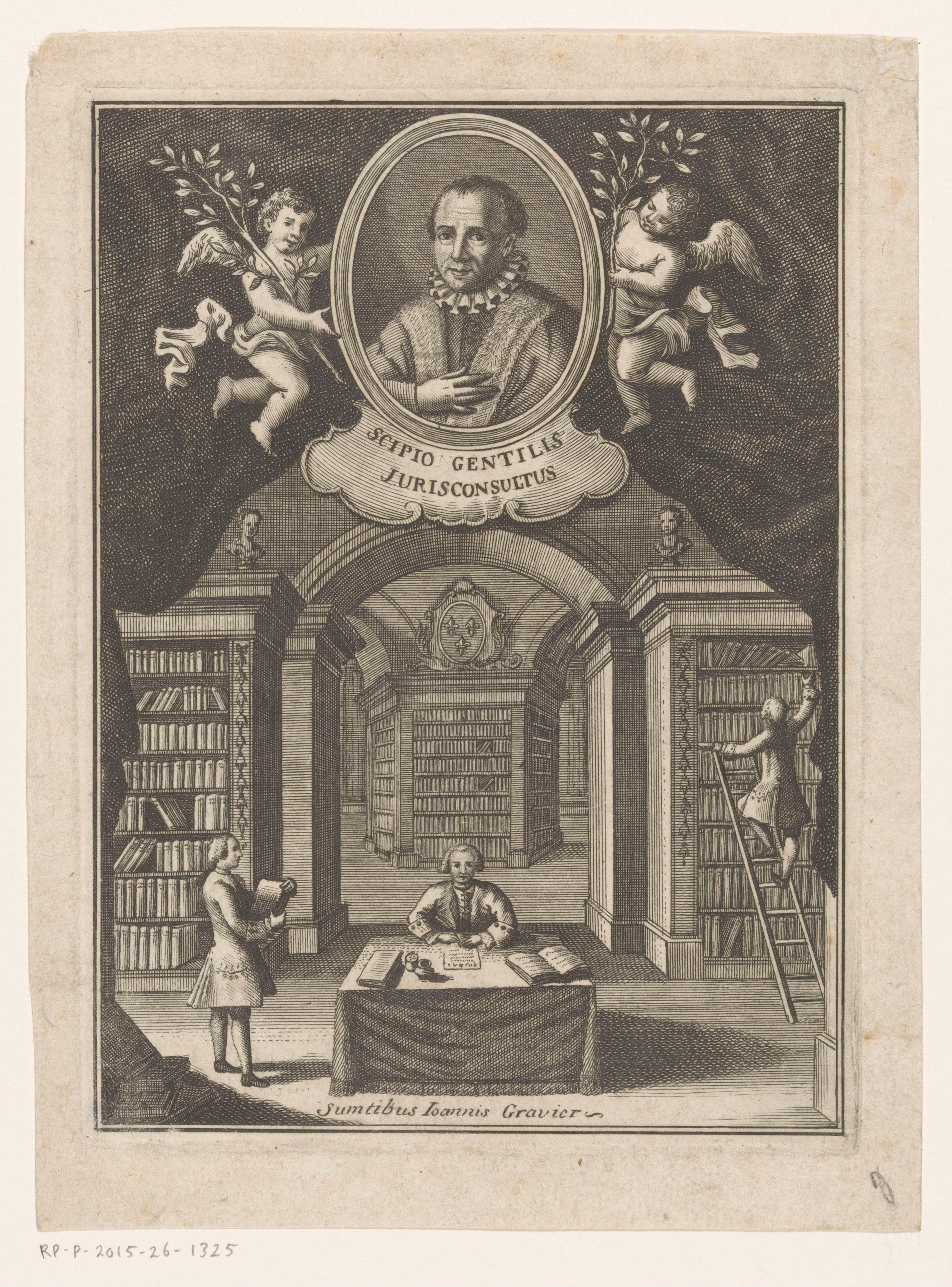
Illustration aus: Scipione Gentili Opera Omnia, 1763–1769

- Theses de operis novi nunciatione: De quibus Deo Opt. Max. faciente Amplissimo Iuriscoss. Collegio decernente Scipio Gentilis Picens Honoris in Iure Civili Quiritium Pontificioque apiscendi Publice responsurus est. Die Mercurii proxima, hora septima. Basileae, Typis Oporinianis. Anno 1589. Universitätsbibliothek Basel: Disputationes iuridicae 1587-1589 (https://www.e-rara.ch/doi/10.3931/e-rara-5622).
- De erroribus testamentorum a testoribus ipsis commissis tractatus singularis, Altdorf 1593, Straßburg 1669.
- De scietia heredum,
- De dividus et individuis obligationibus,
- De jure accrescendi, etc.